# 해피 밸리 전투

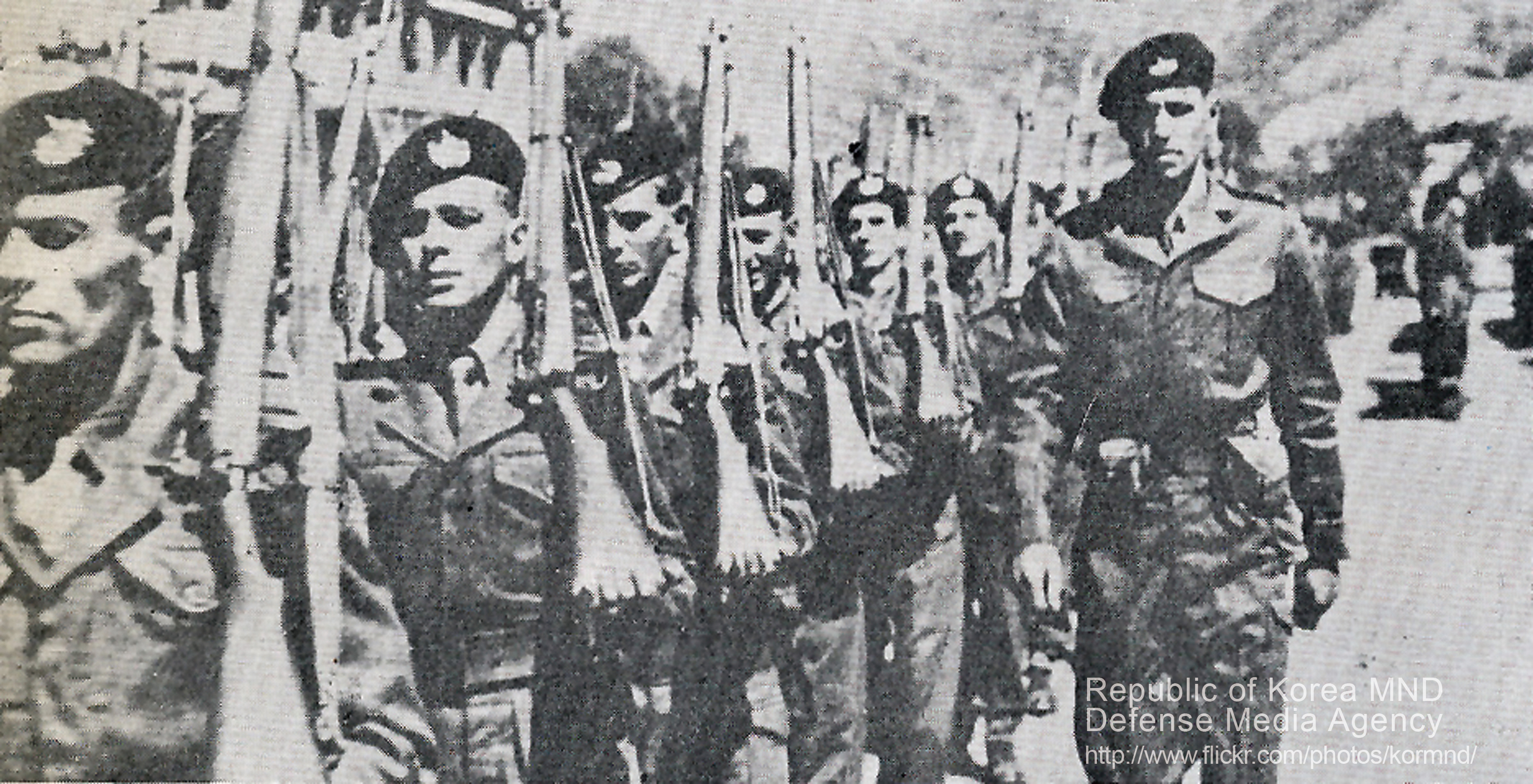
한국전쟁에 참가한 영국군

해피 밸리 전투(Battle of Happy Valley 혹은 Battle of Chaegunghyon)는 1951년 1월 2일부터 3일까지 1.4 후퇴 직전 국군과 미군의 철수를 엄호하던 영국 제29보병여단 소속 로얄 얼스터 대대와 남진하는 중공군이 맞붙은 전투이다. 전투지는 현재의 경기도 양주시 장흥면 삼상리 일대와 고양시 일부 지역이다.

## 명칭
국내에서 고양 전투라고도 알려져 있지만 사실 전투의 대부분이 경기도 양주시 장흥면 삼상리에서 벌어졌고 고양시에서는 공릉천 철교 근처에서 일부 전투만 벌어졌기 때문에 잘못 만들어진 명칭에 가깝다.
그리고 영국에서는 채궁현 전투(Battle of Chaegunghyon)로 더 알려져 있는데 장흥면 삼상리 마을의 옛 이름이 제궁동(濟宮洞, Jegung village)이며 여기에 있는 고개 근처에 얼스터 대대가 주둔하였는데 그 고개 이름이 제궁현(濟宮峴 Jegung Hill)이었다. 얼스터 대대의 대대 본부가 고개 입구에 위치한 기차 터널에 주둔했는데 그 기차 터널에는 지금도 제궁현 터널이라는 명패가 붙어있는 것으로 보아 당시 영국군들이 제궁현을 Jegunghyon이 아닌 Chaegunghyon으로 표기한 것이 확실하다.
한편 당시 얼스터 대대 B 중대장으로 전투에 참가했던 로빈 찰리 예비역 대령이 해피 밸리의 유래에 대해 다음과 같이 증언하였다.
얼스터 대대는 1950년 11월 5일 한국에 상륙하여 평양 북방까지 진격했다가 중공군의 개입으로 후퇴하게 되면서 계속된 이동으로 녹초가 되었는데 그러다 1950년 12월 14일 경기도 양주시(당시는 양주군) 장흥면 삼하리의 곡릉천변에서 서울 서북방을
방어하는 임무를 수행하면서 2주 동안 제궁현 근처에서 주둔하게 되었다.
이때 얼스터 대대의 컬러 서전트(한국군 계급의 원사 정도)인 Shufti Dawson이 추위에 덜덜 떨면서 시달리고 있는 부대원에게 이렇게 휴식도 할 수 있고 따뜻한 식사도 할 수 있는 이곳 해피 밸리가 뭐가 불편에서 왜들 그렇게 움추려 들고 있느냐고 핀잔을 주면서 부대원들 모두가 주둔지를 해피 밸리라고 부르게 되었다.

## 배경
1950년 한반도에 한국전쟁이 발발하자 영국은 로얄 얼스터 연대의 1개 대대를 한국으로 파견했다. 얼스터 대대는 한국에 파견된 영국 제29보병여단의 보병 대대 중 하나로 1950년 11월 5일 한반도에 상륙하여 한국군과 미군을 도와 평양 북방까지 진격하였다가 대대적인 중공군의 개입으로 후퇴하게 되었다. 맥아더 장군의 오판과 중공군의 개입으로 유엔군은 서울을 버리고 철수하게 되어 1950년 12월 10경 서울 시민들에게 서울을 떠나라 알린다. 서울시민들은 당시 무척 추운 겨울로 얼어붙은 한강을 건너 남쪽 지방으로 피난갔다. 얼스터 대대는 서울시민들과 국군, 유엔군의 후퇴를 엄호하기 위해 서울 양주군 장흥면과 고양군 일부에 배치되었다.

## 전개

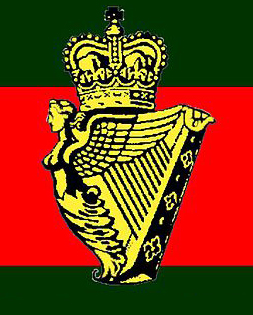
얼스터 방위연대(Ulster Defence Regiment)

1950년 그 해 겨울 평안북도 운산에서 중공군의 기습을 받아 막심한 피해를 입은 미군은 총 퇴각 명령으로 38선을 넘어 다시 서울로 후퇴했다. 1951년 1월 1일 서울에는 서울 북쪽에 중공군의 남진을 막으려 최종 방어선을 구축중이던 영국군이 있었다. 얼스터 대대는 그 당시 미군과 국군을 도와 평안도까지 진출하였다가 철수하여 임진강쪽에 머물다가 서울 최종 방어선을 구축하라는 지시에 서울 북방으로 이동하여 양주군 장흥면 논밭에 정지하여 배치를 완료하고 중공군이 나타나길 기다리고 있었다.

## 결과
철수 명령을 받고 철수 하던 얼스터 대대는 중공군의 기습공격을 받았다. 4시간 정도 저항하였으나 157명의 영국군이 전사했고 20여명이 북으로 끌려가 포로가 되었다. 또한 그들을 지원하기 위해 출동된 크롬웰 전차 14량도 모두 파괴되었다.

## 참고 자료
- 해피 밸리 전투 명칭의 기원
- 해피 밸리 전투 1 보관됨 2020-10-23 - 웨이백 머신
- 해피 밸리 전투 2 보관됨 2020-10-23 - 웨이백 머신
- 해피 밸리 전투 3 보관됨 2020-10-24 - 웨이백 머신
- 해피 밸리 전투 4 보관됨 2020-10-24 - 웨이백 머신
- 해피 밸리 전투 5 보관됨 2020-10-23 - 웨이백 머신
- 해피 밸리 전투 6 보관됨 2020-10-24 - 웨이백 머신
- 해피 밸리 전투 7 보관됨 2020-10-26 - 웨이백 머신